# Marty Turco
Marty Turco (ur. 13 sierpnia 1975 w Sault Ste. Marie w prowincji Ontario) – były kanadyjski zawodowy bramkarz hokejowy występujący m.in. w lidze NHL.

## Sukcesy
Indywidualne
- Sezon NHL (2005/2006):
  - NHL Foundation Player Award